# دیوید بروور
دیوید بروور (انگلیسی: David Brower; ۱ ژوئیهٔ ۱۹۱۲ – ۵ نوامبر ۲۰۰۰) فیلم‌بردار، طرفدار محیط زیست، و کوهنورد اهل ایالات متحده آمریکا بود.
وی همچنین برندهٔ جوایزی همچون نشان ستاره برنزی شده‌است.